# 28 марта
28 марта — 87-й день года (88-й в високосные годы) по григорианскому календарю.
До конца года остаётся 278 дней.
До 15 октября 1582 года — 28 марта по юлианскому календарю, с 15 октября 1582 года — 28 марта по григорианскому календарю.
В XX и XXI веках соответствует 15 марта по юлианскому календарю.

## Праздники и памятные дни

### Национальные
- Азербайджан — День сотрудников органов национальной безопасности Азербайджана.
- Чехия — день рождения «отца педагогики» Яна Амоса Коменского.

### Региональные
- Кабардино-Балкария — День возрождения балкарского народа и восстановления балкарской государственности[2].
- Китай, Тибет — День освобождения тибетцев от крепостного рабства.

### Религиозные

#### Католицизм[3]
- Память святого Гунтрамна;
- память святых Приска, Малха и Александра;
- память Конона из Назо;
- память Исихия Палестинского;
- память Туотило Санкт-Галленского.

#### Православие[4]
- Память мученика Агапия и с ним семи мучеников: Пуплия, Тимолая (Тимофея), Ромила, Александра, Александра (другого), Дионисия и Дионисия (другого) (303 год)[5];
- память священномученика Александра, иерея в Сиде (270—275)[6];
- память мученика Никандра (ок. 302 года)[7];
- память священномученика Алексия Виноградова, пресвитера (1938 год);
- память священномученика Михаила Богословского, пресвитера (1940 год).

### Именины
- Католические: Гунтрам(н), Исихий, Конон, Малх, Приск, Туотилон.
- Православные: Агапий, Александр, Алексей, Дионисий, Михаил, Никандр, Пуплий, Ромил, Тимолай, Тимофей[4].

## События
См. также: Категория:События 28 марта

### До XIX века
- 193 — Преторианцы продали с аукциона трон римского императора сенатору Дидию Юлиану (через 66 дней он был казнён).
- 364 — Римская империя разделена на Западную и Восточную (император Валентиниан поручил управление восточной частью империи своему брату Валенту).
- 519 — Прекращена акакианская схизма, первый церковный раскол между Востоком и Западом.
- 681 — Вселенский собор в Константинополе обвинил в ереси Папу Римского Гонория I.
- 1461 — Битва при Феррибридже в ходе войны Алой и Белой розы.
- 1462 — Иван III стал правителем Великого княжества Московского.
- 1521 — Фернан Магеллан первым из европейцев вступил в контакт с филиппинскими аборигенами.
- 1626 — Завершилась экспедиция итальянца Пьетро делла Валле в Индию.
- 1763 — По приказу Екатерины II разжалован и сослан Ростовский и Ярославский митрополит Арсений.
- 1775 — Екатериной II издан Манифест о свободе предпринимательства.
- 1776 — В Москве основан Большой театр.

### XIX век
- 1801 — Неаполитанское королевство передало Франции остров Эльба.
- 1819 — Началась перестройка Дворцовой площади по проекту К. И. Росси.
- 1842 — Состоялся первый концерт Венского филармонического оркестра.
- 1845 — Из-за аннексии Соединёнными Штатами Техаса, Мексика разорвала дипломатические отношения с Вашингтоном.
- 1849 — Франкфуртское национальное собрание приняло имперскую конституцию, предусматривавшую создание Германской империи.
- 1854 — Крымская война: Франция объявила войну Российской империи
- 1891 — состоялся первый чемпионат мира по тяжёлой атлетике.

### XX век
- 1910 — в Марселе поднялся в воздух первый в мире гидроплан.
- 1922 — в Берлине заговорщиками Шабельским-Борк и Таборицким совершено покушение на П. Н. Милюкова. В результате был убит В. Д. Набоков, бывший российский министр и отец писателя Владимира Набокова, а сам Милюков остался жив.
- 1930 — города Константинополь и Ангора получили новые турецкие названия — Стамбул и Анкара.
- 1939 — войска генерала Франко заняли Мадрид.
- 1940 — в СССР состоялся первый полёт опытного истребителя И-301 ЛаГГ-1.
- 1942 
  - ВВС Великобритании начали бомбардировку города Любек.
  - Рейд на Сен-Назер — спецоперация сил британских коммандос и королевского флота, проведённая во время Второй мировой войны, в ходе которой англичанам удалось вывести из строя до конца войны сухой док Луи Жубер Лок.
- 1953 — опубликован Указ об амнистии, которую предложил Лаврентий Берия.
- 1957 — восстановлена национальная автономия Кабардино-Балкарской АССР.
- 1961 — создана авиакомпания «Эр Африк» — одна из старейших панафриканских компаний, объединяющая 11 западно- и центральноафриканских стран.
- 1964 — лондонский Музей восковых фигур мадам Тюссо объявил, что члены группы The Beatles станут первыми рок-музыкантами, чьи фигуры появятся в экспозиции музея.
- 1969 — лауреат Нобелевской премии по литературе Йоргос Сеферис в эфире Би-би-си высказался против режима «чёрных полковников» в Греции.
- 1976 — Польская путешественница Кристина Хойновская-Лискевич начала из Лас-Пальмаса первое женское одиночное кругосветное плавание на бермудском шлюпе «Мазурек» (9,5 м). Лишь 21 марта 1978 г., спустя почти два года, она вернулась к месту своего старта.
- 1979 — авария на АЭС Три-Майл-Айленд — крупнейшая в истории атомной энергетики США.
- 1990 — американский легкоатлет Джесси Оуэнс (1913—1980) спустя 10 лет после смерти удостоен Золотой медали Конгресса.
- 1991 — в день открытия III внеочередного Съезда народных депутатов РСФСР по приказу Михаила Горбачёва в Москву были введены войска, дабы «оградить» консервативных депутатов от «морального террора» демонстрантов[8]. Несмотря на запрет, 28 марта состоялась массовая демонстрация в поддержку Ельцина[9].
- 1993 — вспышка сверхновой звезды SN 1993J в галактике M81. В то время она была второй по яркости сверхновой, наблюдаемой в XX веке. Первой сверхновой была SN 1987A, которая взорвалась в соседней галактике Большое Магелланово Облако в 1987 году.
- 1996 — Фил Коллинз объявил о начале сольной карьеры и выходе из состава группы «Genesis».
- 1999 — Косовская война: резня в Избице.

### XXI век
- 2001 — за три года до Олимпийских игр открылся афинский аэропорт Элефтериос Венизелос.
- 2005 — землетрясение в Индийском океане недалеко от северного побережья Суматры, около 1000 погибших.
- 2024 — падение автобуса паломников в ЮАР, 45 погибших.
- 2025 — Землетрясение в Мьянме .

## Родились
См. также: Категория:Родившиеся 28 марта

### До XIX века
- 1472 — Фра Бартоломео (ум. 1517), итальянский живописец.
- 1483 — Рафаэль (другие возможные даты рождения — 26 марта или 6 апреля; ум. 1520), итальянский художник и архитектор.
- 1515 — Тереза Авильская (ум. 1582), испанская монахиня, католическая святая.
- 1554 — Иван Иванович (ум. 1581), царевич, старший сын русского царя Ивана Грозного.
- 1592 — Ян Амос Коменский (ум. 1670), чешский педагог-гуманист, писатель, религиозный и общественный деятель.
- 1709 — граф Алексей Разумовский (ум. 1771), фаворит и тайный супруг российской императрицы Елизаветы Петровны, генерал-фельдмаршал.
- 1743 — княгиня Екатерина Дашкова (ум. 1810), директор Петербургской академии наук, председатель Российской академии (1783—1796), княгиня, автор мемуаров о Екатерине II.
- 1750 — Франсиско Миранда (ум. 1816), руководитель борьбы за независимость испанских колоний в Южной Америке.
- 1778 — Алексей Мерзляков (ум. 1830), русский поэт, автор песен, литературный критик, переводчик.
- 1787 — Клаудиус Рич[англ.] (ум. 1820), английский дипломат, начавший раскопки Вавилона.
- 1793 — Генри Скулкрафт (ум. 1864), американский исследователь, открывший истоки реки Миссисипи.
- 1799 — Карл Адольф фон Базедов (ум. 1854), немецкий физик и врач, описавший Базедову болезнь.
- 1800 — Антонио Тамбурини (ум. 1876), итальянский оперный певец.

### XIX век
- 1811 — Иоанн Нойманн (ум. 1860), американский священник, епископ Филадельфии, католический святой.
- 1819 — Джозеф Базэлджет (ум. 1891), английский инженер, создатель дренажной системы Лондона.
- 1824 — Алексей Боголюбов (ум. 1896), русский художник-маринист.
- 1845 — Павел Голубицкий (ум. 1911), русский изобретатель в области телефонии.
- 1851 — Бернардину Луиш Машаду Гимарайнш (ум. 1944), португальский политик, 3-й и 8-й президент Португальской Республики.
- 1868 — Максим Горький (наст. имя Алексей Максимович Пешков; ум. 1936), русский советский писатель.
- 1872 — Хосе Санхурхо (ум. 1936), испанский военачальник, генерал. Организовал и возглавил попытку военного переворота, которая привела к началу Гражданской войны в Испании.
- 1878 — Василий Адикаевский (ум. 1940), русский поэт-сатирик и журналист.
- 1887
  - Димчо Дебелянов (ум. 1916), болгарский поэт.
  - Алексей Костяков (ум. 1957), основоположник российской мелиоративной науки, академик ВАСХНИЛ.
- 1890 — Пол Уайтмен (ум. 1967), американский джазовый скрипач, руководитель и дирижёр оркестра, «король джаза».
- 1892 — Корней Хейманс (ум. 1968), бельгийский физиолог, лауреат Нобелевской премии (1938).
- 1897 — Херардо Матос Родригес (ум. 1948), аргентинский и уругвайский композитор, журналист, пианист и дирижёр..
- 1900 — Пантелеймон Норцов (ум. 1993), оперный и камерный певец, вокальный педагог, народный артист РСФСР.

### XX век
- 1905 — Илья Зильберштейн (ум. 1988), советский учёный-искусствовед, литературовед, литературный критик, коллекционер.
- 1908
  - Исаак Кикоин (ум. 1984), советский физик, академик АН СССР, лауреат шести Государственных премий.
  - Сергей Левицкий (ум. 1983), русский философ, литературовед, публицист.
- 1909 — Невенка Урбанова (ум. 2007), сербская и югославская актриса театра и кино, певица.
- 1911 — Александр Яншин (ум. 1999), советский и российский естествоиспытатель, геолог, академик АН СССР и РАН.
- 1912
  - Николай Минх (ум. 1982), советский композитор и дирижёр.
  - Марина Раскова (погибла в 1943), советская лётчица-штурман, одна из первых женщин — Героев Советского Союза.
- 1921 — сэр Дерк Богард (ум. 1999), английский актёр («Несчастный случай», «Ночной портье» и др.).
- 1923 — Михаил Анчаров (ум. 1990), советский писатель, поэт, драматург, художник, один из основателей жанра авторской песни.
- 1925
  - Игорь Бельский (ум. 1999), артист балета, хореограф, педагог, народный артист РСФСР.
  - Дмитрий Гнатюк (ум. 2016), украинский камерный и оперный певец, театральный режиссёр, народный артист СССР.
  - Альберто Гримальди (ум. 2021), итальянский кинопродюсер.
  - Иннокентий Смоктуновский (ум. 1994), актёр театра и кино, мастер художественного слова, народный артист СССР.
- 1928
  - Збигнев Бжезинский (ум. 2017), американский политолог, социолог и государственный деятель.
  - Александр Гротендик (ум. 2014), французский математик.
- 1930 — Джером Фридман, американский физик, исследователь кварков, лауреат Нобелевской премии (1990).
- 1933 — Александр Митта (ум. 2025), советский и российский кинорежиссёр, сценарист, актёр, народный артист РФ.
- 1935 — Юзеф Шмидт (ум. 2024), польский легкоатлет, двукратный олимпийский чемпион (1960, 1964), чемпион Европы (1958, 1962).
- 1936 — Марио Варгас Льоса (ум. 2025), перуано-испанский прозаик и драматург, публицист, политический деятель, лауреат Нобелевской премии по литературе (2010).
- 1940 — Майкл Пламб, американский конник, двукратный олимпийский чемпион, участник 7 Олимпиад.
- 1942
  - Дэниел Деннет (ум. 2024), американский философ и когнитивист, исследователь в области философии сознания, философии науки и философии биологии.
  - Пол Тюлдум, норвежский лыжник, двукратный олимпийский чемпион (1968, 1972).
- 1944 — Екатерина Жемчужная, советская и российская актриса и певица, артистка театра «Ромэн», народная артистка РФ.
- 1945
  - Родриго Дутерте, филиппинский юрист и политик, Президент Филиппин (2016—2022).
  - Салли Карр, шотландская певица, солистка поп-группы «Middle of the Road».
- 1948 — Дайан Уист, американская актриса, обладательница двух «Оскаров», «Золотого глобуса» и др. наград.
- 1952 — Леонид Тибилов, южноосетинский государственный и политический деятель, президент Республики Южная Осетия (2012—2017).
- 1958 — Хайнц Херманн, швейцарский футболист.
- 1960 — Игорь Нефёдов (покончил с собой в 1993), советский и российский актёр театра и кино.
- 1964 — Александр Самойленко, советский и российский актёр театра и кино, кинорежиссёр, продюсер, радиоведущий.
- 1970 — Винс Вон, американский актёр, продюсер и сценарист.
- 1972 — Кит Ткачук, американский хоккеист, призёр Олимпийских игр (2002).
- 1975 — Иван Эльгера, испанский футболист, двукратный победитель Лиги чемпионов УЕФА.
- 1979 — Наталья Швец, российская актриса театра и кино.
- 1980 — Люк Уолтон, американский баскетболист, двукратный чемпион НБА, тренер.
- 1981
  - Джулия Стайлз, американская актриса театра, кино и телевидения, кинорежиссёр, сценаристка.
  - Эльвира Хасянова, российская синхронистка, трёхкратная олимпийская чемпионка, многократная чемпионка мира и Европы.
- 1983 — Ладжи Дукуре, французский легкоатлет, двукратный чемпион мира.
- 1984
  - Даумант Дрейшкенс, латвийский бобслеист, олимпийский чемпион (2014).
  - Кристофер Самба, конголезский футболист.
- 1985
  - Стэн Вавринка, швейцарский теннисист, победитель 3 турниров Большого шлема, олимпийский чемпион (2008).
  - Стив Манданда, французский футболист, вратарь, чемпион мира (2018).
- 1986 
  - Леди Гага (наст. имя Стефани Джоанн Анджелина Джерманотта), американская певица, автор песен, продюсер, дизайнер, актриса, лауреат премий «Оскар», «Золотой глобус», «Грэмми».
  - Барбора Стрыцова, чешская теннисистка, экс-первая ракетка мира в парном разряде.
- 1989 — Логан Кутюр, канадский хоккеист.
- 1990 — Екатерина Боброва, российская фигуристка (танцы на льду), чемпионка мира (2013) и Олимпийских игр (2014).
- 1991
  - Ондржей Палат, чешский хоккеист, двукратный обладатель Кубка Стэнли.
  - Мари-Филип Пулен, канадская хоккеистка, автор победных шайб в двух финалах Олимпийских игр (2010 и 2014).
- 1992 — Пак Сын Хи, южнокорейская шорт-трекистка, двукратная олимпийская чемпионка, многократная чемпионка мира.
- 1994 — Джексон Ван, гонконгский рэпер, певец и танцор, участник бойзбенда GOT7.
- 1996
  - Бенжамен Павар, французский футболист, чемпион мира (2018), победитель Лиги чемпионов УЕФА (2019/20).
  - Се Сыи, китайский прыгун в воду, двукратный олимпийский чемпион.
- 1997 — Себастьян Самуэльссон, шведский биатлонист, олимпийский чемпион в эстафете (2018), двукратный чемпион мира.

### XXI век
- 2004 — Анна Щербакова, российская фигуристка, олимпийская чемпионка (2022) и чемпионка мира (2021) в одиночном катании.

## Скончались
См. также: Категория:Умершие 28 марта

### До XIX века
- 193 — Публий Гельвий Пертинакс (р. 126), римский император (в 193).
- 1476 — Иларион Гдовский, русский православный святой.
- 1583 — Магнус Ольденбургский (р. 1540), король Ливонии (1570—1578).
- 1584 — Иван IV Васильевич Грозный (р. 1530), первый русский царь (1547—1584).
- 1687 — Константин Гюйгенс (р. 1596), нидерландский поэт, учёный и композитор.
- 1794 — Мари Жан Антуан Никола Кондорсе (р. 1743), французский философ-просветитель, математик, социолог, политический деятель, маркиз.

### XIX век
- 1823 — Григорий Угрюмов (р. 1764), русский исторический живописец и портретист.
- 1828 — Уильям Торнтон (р. 1759), английский и американский архитектор, врач, художник, изобретатель, автор проекта здания Капитолия в Вашингтоне.
- 1848 — Павел Мочалов (р. 1800), русский актёр.
- 1881 — Модест Мусоргский (р. 1839), русский композитор, участник «Могучей кучки».
- 1896 — Анатолий Богданов (р. 1834), русский зоолог, один из основоположников российской антропологии.

### XX век
- 1903 — Жан Морис Эмиль Бодо (р. 1845), французский инженер и изобретатель в области телеграфии.
- 1919 — убит Шайхзада Бабич (р. 1895), башкирский поэт и политический деятель.
- 1922 — погиб Владимир Набоков (р. 1869), русский юрист, политик, один из лидеров партии кадетов, отец писателя В. В. Набокова.
- 1929 — Кэтрин Ли Бейтс (англ. Katharine Lee Bates; р. 1859), американская поэтесса и преподаватель, автор слов гимна "America the Beautiful".
- 1933 — Фридрих Цандер (р. 1887), советский учёный и изобретатель немецкого происхождения, один из пионеров ракетной техники.
- 1934 — Махмуд Мухтар (р. 1891), египетский скульптор.
- 1941 — покончила с собой Вирджиния Вулф (р. 1882), английская писательница и литературный критик.
- 1943 — Сергей Рахманинов (р. 1873), российский композитор, пианист и дирижёр.
- 1957 — Михаил Завадовский (р. 1891), российский и советский биолог, профессор МГУ, академик ВАСХНИЛ.
- 1958
  - Аладар Рац (р. 1886), венгерский цимбалист-солист.
  - Уильям Хэнди (р. 1873), американский композитор и музыкант, «отец блюза».
- 1967 — Александр Ильинский (р. 1903), актёр театра и кино, народный артист СССР.
- 1969 — Дуайт Эйзенхауэр (р. 1890), американский военный и государственный деятель, 34-й президент США (1953—1961).
- 1970 — Екатерина Рощина-Инсарова (р. 1883), русская драматическая актриса.
- 1971 — Сиири Ангеркоски (р. 1902), финская актриса театра и кино.
- 1981 — Юрий Трифонов (р. 1925), русский советский писатель.
- 1981 — Николай Тимофеев-Ресовский (р. 1900), русский советский биолог, генетик.
- 1982 — Уильям Джиок (р. 1895), американский физикохимик, лауреат Нобелевской премии (1949).
- 1983 — Сюзанн Бельперрон (р. 1900), французская женщина-ювелир и дизайнер.
- 1985 — Марк Шагал (р. 1887), российский и французский художник-авангардист.
- 1987 — Патрик Траутон (р. 1920), британский актёр театра, кино и телевидения.
- 1994 — Эжен Ионеско (р. 1909), румынский и французский драматург, один из основоположников театра абсурда.
- 1996 — Николай Парийский (р.1900), советский геофизик и астроном, автор теории происхождения Солнечной системы.
- 1999 — Рольф Людвиг (р. 1925), немецкий актёр театра, кино и телевидения.
- 2000 — Семён Бабаевский (р. 1909), русский советский писатель и журналист.

### XXI век
- 2004 — Влодзимеж Речек (р. 1911), польский спортивный и политический деятель.
- 2004 — Питер Устинов (р. 1921), британский актёр и режиссёр театра и кино, драматург, сценарист, писатель, журналист, теле- и радиоведущий, лауреат премий «Оскар», «Золотой глобус».
- 2006 — Борис Матвеев (р. 1928), советский джазовый музыкант, виртуоз-ударник, актёр.
- 2009
  - Морис Жарр (р. 1924), французский композитор, обладатель трёх «Оскаров» и др. наград, отец Жана-Мишеля Жарра.
  - убит Сулим Ямадаев (р. 1973), чеченский военачальник, перешедший в 1999 г. на сторону федеральных сил, Герой России.
- 2012 — Александр Арутюнян (р. 1920), армянский композитор и пианист, народный артист СССР.
- 2016 — Нана Мчедлидзе (р. 1926), грузинская актриса театра и кино, кинорежиссёр и сценарист.
- 2018 — Олег Анофриев (р. 1930), советский и российский актёр театра и кино, кинорежиссёр, автор и исполнитель песен, народный артист РФ.
- 2022 — Сергей Ткачёв (р. 1922), советский и российский художник, народный художник СССР.
- 2024
  - Рагиб Алиев (р. 1945), советский и азербайджанский актёр театра и кино, заслуженный артист Азербайджана (2006).
  - Росс Андерсон (р. 1956), британский учёный, специалист по инженерной безопасности.

## Народный календарь, приметы и фольклор Руси
- На Руси подмечено, что прилёт чаек сулит теплые весенние дни[10].
- Коли в этот день услышишь собачий вой, следует повернуть подушку, дабы сон был хорошим.
- С этого дня начинают щениться волчицы[11].
- Весенняя вода течёт медленно — тяжёлый ожидается год.